# Slovensko-moravské Karpaty
Slovensko-moravské Karpaty jsou geomorfologická oblast na východní Moravě a na západním Slovensku v geomorfologické subprovincii Vnější Západní Karpaty. Nejvyšším vrcholem je Veľký Javorník (1 072 m).
Člení se na tyto geomorfologické celky:
- Bílé Karpaty (slovensky Biele Karpaty) (Veľká Javorina – 970 m)
- Javorníky (Veľký Javorník – 1 072 m, Malý Javorník – 1 019 m)
- Myjavská pahorkatina (Bradlo – 543 m)
- Povážské podolie
- Vizovická vrchovina (Klášťov – 753 m).